# 傅勇 (游泳运动员)
傅勇（1978年1月4日—），山东淄博人，中国前男子游泳运动员。他曾获得1998年亚洲运动会游泳比赛男子200米仰泳金牌，亦参加2000年夏季奥运会游泳比赛。他曾被查出在1994年亚洲运动会期间服用兴奋剂，被禁赛2年。